# إميل ميلان
إميل ميلان (بالإنجليزية: Emil Milan) هو نحات أمريكي، ولد في 17 مايو 1922 في إليزابيث في الولايات المتحدة، وتوفي في 5 أبريل 1985 في Thompson, Pennsylvania ‏ في الولايات المتحدة.